# Henri Richard
Joseph Henri Richard (29. února 1936, Montréal, Kanada - 6. března 2020, Laval) byl kanadský hokejový útočník. Hrával v Národní hokejové lize za Montreal Canadiens a získal celkem 11 titulů ve Stanley Cupu. U příležitosti 100. výročí NHL byl v lednu 2017 vybrán jako jeden ze sta nejlepších hráčů historie ligy. Je mladším bratrem legendárního hokejového střelce Maurice Richarda.

## Hráčská kariéra
Jako junior hrával za Montreal Junior Royals a Montreal Junior Canadiens. V NHL debutoval v sezóně 1955/1956 za Montreal Canadiens a v tomto klubu také odehrál celou profesionální kariéru. V prvních pěti letech nastupoval v jednom týmu s bratrem Mauricem, který byl o 15 let starší. Jejich herní styl se dost lišil. Maurice byl především střelcem, Henri vynikal spíše jako nahrávač. Vzhledem k tomu, že byl od bratra menší a mladší, vysloužil si přezdívku Pocket-Rocket. Oba byli u pěti vítězství Montrealu v řadě v letech 1956 až 1960. Henri Richard hrál aktivně do roku 1975. V posledních letech, poté co kariéru ukončil Jean Béliveau, byl kapitánem týmu. Celkem v kariéře v NHL zaznamenal 358 gólů, 688 asistencí a 1046 kanadských bodů. Po jejím ukončení působil v realizačním týmu Canadiens.

## Úspěchy a ocenění
Klubové
- jedenáctkrát zisk Stanley Cupu

Individuální
- člen All-Star Týmu NHL - 1958
- člen druhého All-Star týmu - 1959
- nejlepší nahrávač v sezónách 1957/1958 a 1962/1963
- Bill Masterton Memorial Trophy za oddanost hokeji 1974
- jmenován do hokejové Síně slávy - 1979
- v žebříčku 100 nejlepších hráčů historie podle týdeníku The Hockey News z roku 1998 označen jako č. 29

## Rekordy
- 11 titulů vítěze Stanley cupu jako aktivní hráč - stále platný rekord

Klubové
- nejvíce utkání v historii Montreal Canadiens - 1256

## Klubové statistiky
| Sezona     | Klub                      | Soutěž     | Základní část | Základní část | Základní část | Základní část | Základní část | Play off | Play off | Play off | Play off | Play off |
| Sezona     | Klub                      | Soutěž     | Z             | G             | A             | B             | TM            | Z        | G        | A        | B        | TM       |
| ---------- | ------------------------- | ---------- | ------------- | ------------- | ------------- | ------------- | ------------- | -------- | -------- | -------- | -------- | -------- |
| 1952–53    | Montreal Royals           | QSHL       | 1             | 0             | 0             | 0             | 0             | —        | —        | —        | —        | —        |
| 1952–53    | Montreal Junior Royals    | QPJHL      | 46            | 27            | 36            | 63            | 55            | —        | —        | —        | —        | —        |
| 1953–54    | Montreal Junior Canadiens | QPJHL      | —             | —             | —             | —             | —             | —        | —        | —        | —        | —        |
| 1955–56    | Montreal Canadiens        | NHL        | 64            | 19            | 21            | 40            | 46            | 10       | 4        | 4        | 8        | 21       |
| 1956–57    | Montreal Canadiens        | NHL        | 63            | 18            | 36            | 54            | 71            | 10       | 2        | 6        | 8        | 10       |
| 1957–58    | Montreal Canadiens        | NHL        | 67            | 28            | 52            | 80            | 56            | 10       | 1        | 7        | 8        | 11       |
| 1958–59    | Montreal Canadiens        | NHL        | 63            | 21            | 30            | 51            | 33            | 11       | 3        | 8        | 11       | 13       |
| 1959–60    | Montreal Canadiens        | NHL        | 70            | 30            | 43            | 73            | 66            | 8        | 3        | 9        | 12       | 9        |
| 1960–61    | Montreal Canadiens        | NHL        | 70            | 24            | 44            | 68            | 91            | 6        | 2        | 4        | 6        | 22       |
| 1961–62    | Montreal Canadiens        | NHL        | 54            | 21            | 29            | 50            | 48            | —        | —        | —        | —        | —        |
| 1962–63    | Montreal Canadiens        | NHL        | 67            | 23            | 50            | 73            | 57            | 5        | 1        | 1        | 2        | 2        |
| 1963–64    | Montreal Canadiens        | NHL        | 66            | 14            | 39            | 53            | 73            | 7        | 1        | 1        | 2        | 9        |
| 1964–65    | Montreal Canadiens        | NHL        | 53            | 23            | 29            | 52            | 43            | 13       | 7        | 4        | 11       | 24       |
| 1965–66    | Montreal Canadiens        | NHL        | 62            | 22            | 39            | 61            | 47            | 8        | 1        | 4        | 5        | 2        |
| 1966–67    | Montreal Canadiens        | NHL        | 65            | 21            | 34            | 55            | 28            | 10       | 4        | 6        | 10       | 2        |
| 1967–68    | Montreal Canadiens        | NHL        | 54            | 9             | 19            | 28            | 16            | 13       | 4        | 4        | 8        | 4        |
| 1968–69    | Montreal Canadiens        | NHL        | 64            | 15            | 37            | 52            | 45            | 14       | 2        | 4        | 6        | 8        |
| 1969–70    | Montreal Canadiens        | NHL        | 62            | 16            | 36            | 52            | 61            | —        | —        | —        | —        | —        |
| 1970–71    | Montreal Canadiens        | NHL        | 75            | 12            | 37            | 49            | 46            | 20       | 5        | 7        | 12       | 20       |
| 1971–72    | Montreal Canadiens        | NHL        | 75            | 12            | 32            | 44            | 48            | 6        | 0        | 3        | 3        | 4        |
| 1972–73    | Montreal Canadiens        | NHL        | 71            | 8             | 35            | 43            | 21            | 17       | 6        | 4        | 10       | 14       |
| 1973–74    | Montreal Canadiens        | NHL        | 75            | 19            | 36            | 55            | 28            | 6        | 2        | 2        | 4        | 2        |
| 1974–75    | Montreal Canadiens        | NHL        | 16            | 3             | 10            | 13            | 4             | 6        | 1        | 2        | 3        | 4        |
| NHL celkem | NHL celkem                | NHL celkem | 1256          | 358           | 688           | 1046          | 928           | 180      | 49       | 80       | 129      | 181      |